# Ekhson Pandzhshanbe
Ekhson Pandzhshanbe (Derzud, 12 maggio 1999) è un calciatore tagiko, centrocampista del So'g'diyona e della nazionale tagika.

## Carriera

### Club
Dopo aver militato nelle giovanili dell'Istiklol, nel 2016 si è trasferito in prestito al Barqi. Rientrato all'Istiklol nel giugno 2016, ha militato nel club rossonero fino al 2020, totalizzando 64 presenze e 13 reti in campionato. Il 31 agosto 2020 si è trasferito in Uzbekistan, al Navbahor Namangan. Il 14 luglio 2022 è stato ufficializzato il suo trasferimento in Iran, allo Zob Ahan. Il 9 febbraio 2023 è tornato all'Istiklol.

### Nazionale
Ha debuttato in Nazionale maggiore il 2 giugno 2016, all'età di 17 anni e 21 giorni, in Tagikistan-Bangladesh (5-0), subentrando a Parvizjon Umarboev al minuto 77. Ha messo a segno la sua prima rete con la selezione tagika il 29 maggio 2021, nell'amichevole Thailandia-Tagikistan (2-2), siglando il gol del momentaneo 2-1 al minuto 63. Ha partecipato, con la selezione tagika, alla CAFA Nations Cup 2023 e alla Coppa d'Asia 2023. È sceso in campo, inoltre, nelle qualificazioni ai Mondiali 2022 e 2026, oltre che nelle qualificazioni alla Coppa d'Asia 2019 e 2023.

## Statistiche

### Cronologia presenze e reti in nazionale
Statistiche aggiornate al 9 dicembre 2024.

| Cronologia completa delle presenze e delle reti in nazionale ― Tagikistan | Cronologia completa delle presenze e delle reti in nazionale ― Tagikistan | Cronologia completa delle presenze e delle reti in nazionale ― Tagikistan | Cronologia completa delle presenze e delle reti in nazionale ― Tagikistan | Cronologia completa delle presenze e delle reti in nazionale ― Tagikistan | Cronologia completa delle presenze e delle reti in nazionale ― Tagikistan | Cronologia completa delle presenze e delle reti in nazionale ― Tagikistan | Cronologia completa delle presenze e delle reti in nazionale ― Tagikistan |
| Data                                                                      | Città                                                                     | In casa                                                                   | Risultato                                                                 | Ospiti                                                                    | Competizione                                                              | Reti                                                                      | Note                                                                      |
| ------------------------------------------------------------------------- | ------------------------------------------------------------------------- | ------------------------------------------------------------------------- | ------------------------------------------------------------------------- | ------------------------------------------------------------------------- | ------------------------------------------------------------------------- | ------------------------------------------------------------------------- | ------------------------------------------------------------------------- |
| 2-6-2016                                                                  | Dushanbe                                                                  | Tagikistan                                                                | 5 – 0                                                                     | Bangladesh                                                                | Qual. Coppa d'Asia 2019                                                   | -                                                                         | 77’                                                                       |
| 5-9-2017                                                                  | Lalitpur                                                                  | Nepal                                                                     | 1 – 2                                                                     | Tagikistan                                                                | Qual. Coppa d'Asia 2019                                                   | -                                                                         | 63’                                                                       |
| 10-10-2017                                                                | Hisor                                                                     | Tagikistan                                                                | 3 – 0                                                                     | Nepal                                                                     | Qual. Coppa d'Asia 2019                                                   | -                                                                         | 46’                                                                       |
| 14-11-2017                                                                | Hisor                                                                     | Tagikistan                                                                | 0 – 0                                                                     | Yemen                                                                     | Qual. Coppa d'Asia 2019                                                   | -                                                                         | 77’                                                                       |
| 13-12-2018                                                                | Mascate                                                                   | Oman                                                                      | 2 – 1                                                                     | Tagikistan                                                                | Amichevole                                                                | -                                                                         | 87’                                                                       |
| 16-12-2018                                                                | Mascate                                                                   | Oman                                                                      | 1 – 0                                                                     | Tagikistan                                                                | Amichevole                                                                | -                                                                         | 86’                                                                       |
| 20-12-2018                                                                | Madinat 'Isa                                                              | Bahrein                                                                   | 5 – 0                                                                     | Tagikistan                                                                | Amichevole                                                                | -                                                                         |                                                                           |
| 7-6-2019                                                                  | Dushanbe                                                                  | Tagikistan                                                                | 1 – 1                                                                     | Afghanistan                                                               | Amichevole                                                                | -                                                                         |                                                                           |
| 11-6-2019                                                                 | Guangzhou                                                                 | Cina                                                                      | 1 – 0                                                                     | Tagikistan                                                                | Amichevole                                                                | -                                                                         | 6’                                                                        |
| 7-7-2019                                                                  | Ahmedabad                                                                 | India                                                                     | 2 – 4                                                                     | Tagikistan                                                                | Amichevole                                                                | -                                                                         |                                                                           |
| 10-7-2019                                                                 | Ahmedabad                                                                 | Tagikistan                                                                | 2 – 0                                                                     | Siria                                                                     | Amichevole                                                                | -                                                                         | 90+5’                                                                     |
| 15-7-2019                                                                 | Ahmedabad                                                                 | Corea del Nord                                                            | 1 – 0                                                                     | Tagikistan                                                                | Amichevole                                                                | -                                                                         |                                                                           |
| 19-7-2019                                                                 | Ahmedabad                                                                 | Tagikistan                                                                | 0 – 1                                                                     | Corea del Nord                                                            | Amichevole                                                                | -                                                                         |                                                                           |
| 5-9-2019                                                                  | Dushanbe                                                                  | Tagikistan                                                                | 1 – 0                                                                     | Kirghizistan                                                              | Qual. Mondiali 2022                                                       | -                                                                         |                                                                           |
| 10-9-2019                                                                 | Ulan Bator                                                                | Mongolia                                                                  | 0 – 1                                                                     | Tagikistan                                                                | Qual. Mondiali 2022                                                       | -                                                                         | 58’                                                                       |
| 15-10-2019                                                                | Dushanbe                                                                  | Tagikistan                                                                | 0 – 3                                                                     | Giappone                                                                  | Qual. Mondiali 2022                                                       | -                                                                         |                                                                           |
| 9-11-2019                                                                 | Kuala Lumpur                                                              | Malaysia                                                                  | 1 – 0                                                                     | Tagikistan                                                                | Amichevole                                                                | -                                                                         | 75’ 80’                                                                   |
| 14-11-2019                                                                | Mandalay                                                                  | Birmania                                                                  | 4 – 3                                                                     | Tagikistan                                                                | Qual. Mondiali 2022                                                       | -                                                                         |                                                                           |
| 19-11-2019                                                                | Bishkek                                                                   | Kirghizistan                                                              | 1 – 1                                                                     | Tagikistan                                                                | Qual. Mondiali 2022                                                       | -                                                                         | 47’                                                                       |
| 3-9-2020                                                                  | Tashkent                                                                  | Uzbekistan                                                                | 2 – 1                                                                     | Tagikistan                                                                | Amichevole                                                                | -                                                                         |                                                                           |
| 7-11-2020                                                                 | Dubai                                                                     | Tagikistan                                                                | 0 – 1                                                                     | Bahrein                                                                   | Amichevole                                                                | -                                                                         |                                                                           |
| 12-11-2020                                                                | Dubai                                                                     | Emirati Arabi Uniti                                                       | 3 – 2                                                                     | Tagikistan                                                                | Amichevole                                                                | -                                                                         |                                                                           |
| 1-2-2021                                                                  | Dubai                                                                     | Giordania                                                                 | 2 – 0                                                                     | Tagikistan                                                                | Amichevole                                                                | -                                                                         |                                                                           |
| 5-2-2021                                                                  | Dubai                                                                     | Giordania                                                                 | 0 – 1                                                                     | Tagikistan                                                                | Amichevole                                                                | -                                                                         |                                                                           |
| 24-5-2021                                                                 | Basra                                                                     | Iraq                                                                      | 0 – 0                                                                     | Tagikistan                                                                | Amichevole                                                                | -                                                                         |                                                                           |
| 29-5-2021                                                                 | Sharjah                                                                   | Thailandia                                                                | 2 – 2                                                                     | Tagikistan                                                                | Amichevole                                                                | 1                                                                         |                                                                           |
| 7-6-2021                                                                  | Suita                                                                     | Giappone                                                                  | 4 – 1                                                                     | Tagikistan                                                                | Qual. Mondiali 2022                                                       | 1                                                                         |                                                                           |
| 15-6-2021                                                                 | Osaka                                                                     | Tagikistan                                                                | 4 – 0                                                                     | Birmania                                                                  | Qual. Mondiali 2022                                                       | -                                                                         |                                                                           |
| 16-11-2021                                                                | Astana                                                                    | Kazakistan                                                                | 1 – 0                                                                     | Tagikistan                                                                | Amichevole                                                                | -                                                                         | 84’                                                                       |
| 25-3-2022                                                                 | Namangan                                                                  | Uganda                                                                    | 1 – 1 (5 - 4 dtr)                                                         | Tagikistan                                                                | Amichevole                                                                | -                                                                         | 83’ 90+1’                                                                 |
| 29-3-2022                                                                 | Namangan                                                                  | Tagikistan                                                                | 1 – 0                                                                     | Kirghizistan                                                              | Amichevole                                                                | -                                                                         | 71’                                                                       |
| 1-6-2022                                                                  | Dubai                                                                     | Siria                                                                     | 1 – 0                                                                     | Tagikistan                                                                | Amichevole                                                                | -                                                                         | 78’                                                                       |
| 8-6-2022                                                                  | Bishkek                                                                   | Tagikistan                                                                | 4 – 0                                                                     | Birmania                                                                  | Qual. Coppa d'Asia 2023                                                   | 1                                                                         | 85’                                                                       |
| 11-6-2022                                                                 | Bishkek                                                                   | Singapore                                                                 | 0 – 1                                                                     | Tagikistan                                                                | Qual. Coppa d'Asia 2023                                                   | -                                                                         | 90+5’                                                                     |
| 14-6-2022                                                                 | Bishkek                                                                   | Kirghizistan                                                              | 0 – 0                                                                     | Tagikistan                                                                | Qual. Coppa d'Asia 2023                                                   | -                                                                         | 13’                                                                       |
| 22-9-2022                                                                 | Chiang Mai                                                                | Trinidad e Tobago                                                         | 1 – 2                                                                     | Tagikistan                                                                | Amichevole                                                                | 1                                                                         | 73’                                                                       |
| 25-9-2022                                                                 | Chiang Mai                                                                | Malaysia                                                                  | 0 – 0 (0 - 3 dtr)                                                         | Tagikistan                                                                | Amichevole                                                                | -                                                                         | 90+1’                                                                     |
| 17-11-2022                                                                | Dushanbe                                                                  | Tagikistan                                                                | 0 – 0                                                                     | Russia                                                                    | Amichevole                                                                | -                                                                         |                                                                           |
| 25-3-2023                                                                 | Abu Dhabi                                                                 | Emirati Arabi Uniti                                                       | 0 – 0                                                                     | Tagikistan                                                                | Amichevole                                                                | -                                                                         |                                                                           |
| 28-3-2023                                                                 | Kuwait City                                                               | Kuwait                                                                    | 2 – 1                                                                     | Tagikistan                                                                | Amichevole                                                                | -                                                                         | 10’                                                                       |
| 11-6-2023                                                                 | Tashkent                                                                  | Tagikistan                                                                | 1 – 1                                                                     | Turkmenistan                                                              | CAFA Nations Cup 2023 - Gironi                                            | -                                                                         |                                                                           |
| 14-6-2023                                                                 | Tashkent                                                                  | Oman                                                                      | 1 – 1                                                                     | Tagikistan                                                                | CAFA Nations Cup 2023 - Gironi                                            | -                                                                         | 87’ 90+3’                                                                 |
| 17-6-2023                                                                 | Tashkent                                                                  | Uzbekistan                                                                | 5 – 1                                                                     | Tagikistan                                                                | CAFA Nations Cup 2023 - Gironi                                            | -                                                                         | 59’ 81’                                                                   |
| 16-11-2023                                                                | Dushanbe                                                                  | Tagikistan                                                                | 1 – 1                                                                     | Giordania                                                                 | Qual. Mondiali 2026                                                       | -                                                                         |                                                                           |
| 21-11-2023                                                                | Islamabad                                                                 | Pakistan                                                                  | 1 – 6                                                                     | Tagikistan                                                                | Qual. Mondiali 2026                                                       | 1                                                                         |                                                                           |
| 4-1-2024                                                                  | Abu Dhabi                                                                 | Hong Kong                                                                 | 1 – 2                                                                     | Tagikistan                                                                | Amichevole                                                                | -                                                                         |                                                                           |
| 13-1-2024                                                                 | Doha                                                                      | Cina                                                                      | 0 – 0                                                                     | Tagikistan                                                                | Coppa d'Asia 2023 - Gironi                                                | -                                                                         |                                                                           |
| 17-1-2024                                                                 | Lusail                                                                    | Qatar                                                                     | 1 – 0                                                                     | Tagikistan                                                                | Coppa d'Asia 2023 - Gironi                                                | -                                                                         |                                                                           |
| 22-1-2024                                                                 | Doha                                                                      | Tagikistan                                                                | 2 – 1                                                                     | Libano                                                                    | Coppa d'Asia 2023 - Gironi                                                | -                                                                         | 90+7’                                                                     |
| 28-1-2024                                                                 | Al Rayyan                                                                 | Tagikistan                                                                | 1 – 1 (5 - 3 dtr)                                                         | Emirati Arabi Uniti                                                       | Coppa d'Asia 2023 - Ottavi di finale                                      | -                                                                         |                                                                           |
| 2-2-2024                                                                  | Al Rayyan                                                                 | Tagikistan                                                                | 0 – 1                                                                     | Giordania                                                                 | Coppa d'Asia 2023 - Quarti di finale                                      | -                                                                         |                                                                           |
| 21-3-2024                                                                 | Riyad                                                                     | Arabia Saudita                                                            | 1 – 0                                                                     | Tagikistan                                                                | Qual. Mondiali 2026                                                       | -                                                                         |                                                                           |
| 26-3-2024                                                                 | Dushanbe                                                                  | Tagikistan                                                                | 1 – 1                                                                     | Arabia Saudita                                                            | Qual. Mondiali 2026                                                       | -                                                                         |                                                                           |
| 6-6-2024                                                                  | Amman                                                                     | Giordania                                                                 | 3 – 0                                                                     | Tagikistan                                                                | Qual. Mondiali 2026                                                       | -                                                                         | 75’                                                                       |
| 11-6-2024                                                                 | Dushanbe                                                                  | Tagikistan                                                                | 3 – 0                                                                     | Pakistan                                                                  | Qual. Mondiali 2026                                                       | -                                                                         |                                                                           |
| 13-11-2024                                                                | Dushanbe                                                                  | Tagikistan                                                                | 4 – 0                                                                     | Nepal                                                                     | Amichevole                                                                | -                                                                         | 65’                                                                       |
| 19-11-2024                                                                | Dushanbe                                                                  | Tagikistan                                                                | 3 – 1                                                                     | Afghanistan                                                               | Amichevole                                                                | -                                                                         |                                                                           |
| Totale                                                                    |                                                                           | Presenze                                                                  | 57                                                                        |                                                                           | Reti                                                                      | 5                                                                         |                                                                           |

## Palmarès

### Club

#### Competizioni nazionali
- Campionato tagiko di calcio: 6

Istiklol: 2016, 2017, 2018, 2019, 2023, 2024
- Coppa del Tagikistan: 5

Istiklol: 2016, 2018, 2019, 2022, 2023
- Supercoppa del Tagikistan: 6

Istiklol: 2016, 2018, 2019, 2021, 2022, 2024
- TFF Cup: 4

Istiklol: 2017, 2018, 2019, 2021